# Cyathula prostrata
Cyathula prostrata är en amarantväxtart som först beskrevs av Carl von Linné, och fick sitt nu gällande namn av Carl Ludwig von Blume. Cyathula prostrata ingår i släktet Cyathula, och familjen amarantväxter.

## Underarter
Arten delas in i följande underarter:
- C. p. pedicellata
- C. p. achyranthoides
- C. p. grandiflora
- C. p. pedicellata
- C. p. prostrata

## Bildgalleri

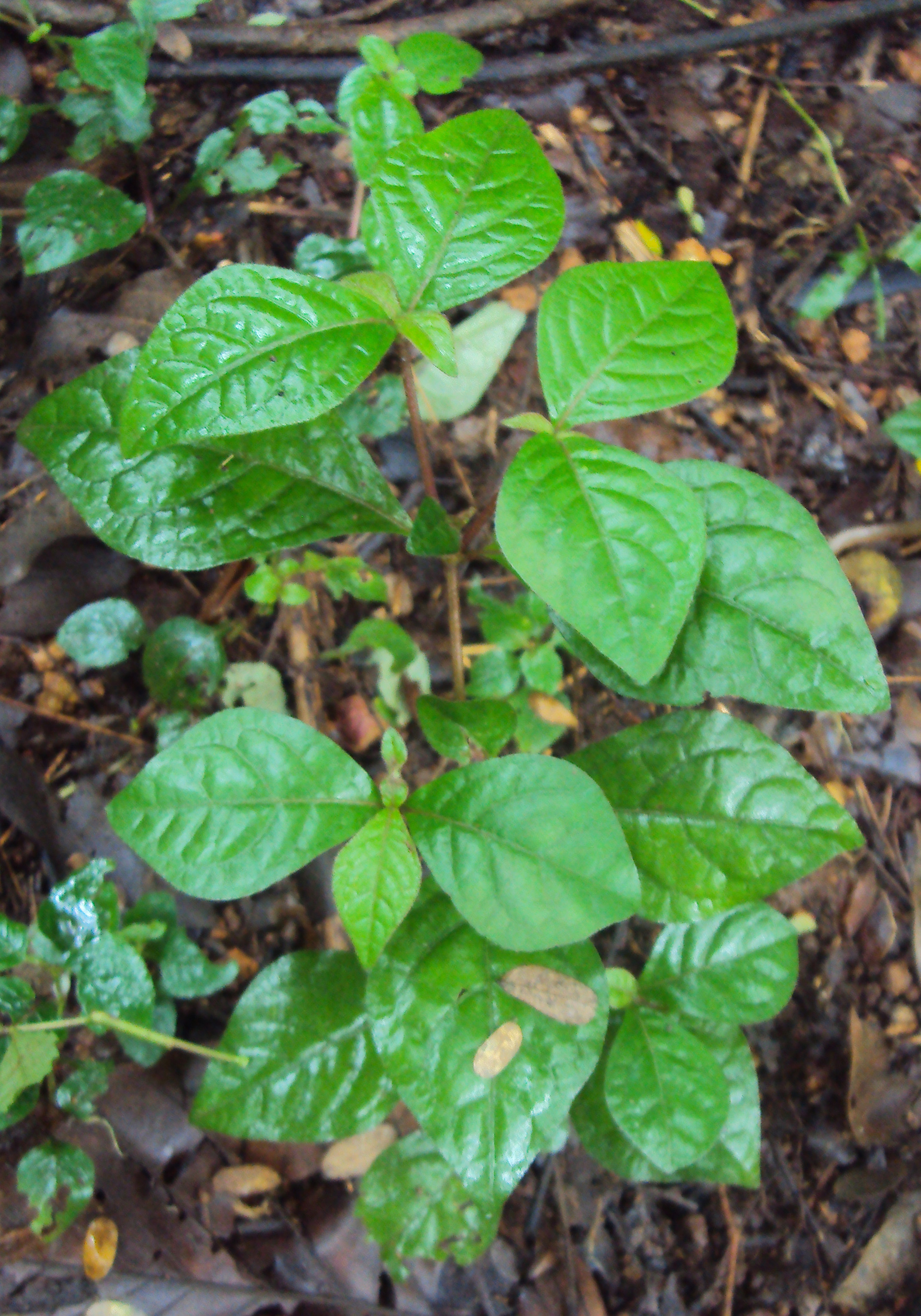